# Godán Lajos
Godán Lajos (Budapest, 1952. január 21. – 1987. január 14. előtt) válogatott labdarúgó, hátvéd.

## Pályafutása

### Klubcsapatban
A Csepel labdarúgója volt, ahol 237 bajnoki mérkőzésen lépett pályára 1973 és 1984 között.

### A válogatottban
1975-ben egy alkalommal szerepelt a válogatottban.

## Statisztika

### Mérkőzése a válogatottban
| Magyarország | Magyarország    | Magyarország            | Magyarország | Magyarország | Magyarország | Magyarország       | Magyarország | Magyarország |
| #            | Dátum           | Helyszín                | Hazai        | Eredmény     | Vendég       | Kiírás             | Gólok        | Esemény      |
| ------------ | --------------- | ----------------------- | ------------ | ------------ | ------------ | ------------------ | ------------ | ------------ |
| 1.           | 1975. június 7. | Szófia, Levszki stadion | Bulgária     | 4 – 0        | Magyarország | olimpiai selejtező | -            | 55'          |
|              | Összesen        |                         |              | 1            | mérkőzés     |                    | 0            | gól          |